# نموذج أنظمة الأسرة الداخلية
نموذج أنظمة الأسرة الداخلية هو نهج تكاملي للعلاج النفسي الفردي طوّره ريتشارد سي. شوارتز. فهو يجمع بين تفكير الأنظمة، مع وجهة النظر بأن العقل يتكون من شخصيات فرعية منفصلة نسبيًا، ولكل منها وجهة نظرها وصفاتها الخاصة. يستخدم نموذج أنظمة الأسرة الداخلية نظرية أنظمة الأسرة لفهم كيفية تنظيم هذه المجموعات من الشخصيات الفرعية.

## الأجزاء
بحسب نموذج أنظمة الأسرة الداخلية يتكون الوعي من الذات المركزية مع ثلاثة أنواع من الشخصيات الفرعية، أو الأجزاء: المدراء، والفنيون، والإطفائيون. كل جزء على حدة له منظوره الخاص واهتماماته وذكرياته، ووجهة نظره. يتمثل المبدأ الأساسي في هذا النموذج في أن كل جزء لديه نية إيجابية تجاه الشخص الذي يحملها، حتى لو كانت أفعاله أو آثاره (للجزء) تؤدي إلى نتائج عكسية أو تسبب اختلالًا وظيفيًا. هذا يعني أنه لا يوجد أبدًا أي سبب للمقاومة، أو الإكراه، أو محاولة التخلص من جزء ما. يعزز أسلوب هذا النموذج من التواصل، والانسجام الداخلي.
قد يكون للأجزاء أدوار متطرفة أو أدوار صحية. يركز نموذج أنظمة الأسرة الداخلية على الأجزاء ذات الأدوار المتطرفة، لأنه يجب تغييرها من خلال العلاج. يقسم النموذج هذه الأجزاء إلى ثلاثة أنواع، هي المدراء، والمنفيون، والإطفائيون.
المدراء هم أجزاء ذات أدوار وقائية، وحامية. فهم الذين يتحملون مسؤولية طريقة تفاعل الشخص مع العالم الخارجي؛ من أجل حمايته من الأذى من قبل الآخرين، ومحاولة منع المشاعر، والتجارب المؤلمة، أو الصادمة من تفييض وعي الشخص.
المنفيون هم الأجزاء التي تعاني من الألم، أو العار، أو الخوف، أو الصدمة، وعادة ما يكون مصدرها فترة الطفولة. يحاول المدراء، والإطفائيون نفي هذه الأجزاء من الوعي، لمنع الألم الذي تحمله من الظهور على السطح.
الإطفائيون هم الأجزاء التي تظهر عندما ينفجر المنفيون، ويطالبون بالانتباه. تعمل هذه الأجزاء على صرف انتباه الشخص عن الأذى، أو العار الذي يمثله المنفيون من خلال دفعه إلى الانخراط في سلوكيات متهورة، مثل الإفراط في تناول الطعام، أو تعاطي المخدرات، أو العنف، أو ممارسة الجنس بطريقة غير لائقة. يمكنهم أيضًا صرف الانتباه عن الألم عن طريق زيادة تركيز الشخص على أنشطة أكثر دقة مثل الإفراط في العمل، أو الإفراط في تناول الدواء.